# Fontaine-de-Vaucluse
Fontaine-de-Vaucluse (okzitanisch La Fònt de Vauclusa) ist eine französische Gemeinde mit 576 Einwohnern (Stand 1. Januar 2022) im Département Vaucluse in der Region Provence-Alpes-Côte d’Azur. Ihr ursprünglicher Name war bis 1946 „Vaucluse“ (vallis clausa, lateinisch für „geschlossenes Tal“). Das Département Vaucluse wurde 1793 nach der Gemeinde benannt. Sie gehört zum Kanton L’Isle-sur-la-Sorgue im Arrondissement Avignon.

## Bevölkerungsentwicklung
| Jahr      | 1962 | 1968 | 1975 | 1982 | 1990 | 1999 | 2007 | 2017 |
| --------- | ---- | ---- | ---- | ---- | ---- | ---- | ---- | ---- |
| Einwohner | 781  | 698  | 532  | 604  | 580  | 610  | 681  | 604  |

Quellen: Cassini und INSEE

## Sehenswürdigkeiten
Neben römischen Artefakten aus dem 4., der Schlossruine auf einem Felsen oberhalb des Ortes aus dem 7. sowie verschiedenen mittelalterlichen Gebäuden und der Kirche Notre-Dame et Saint Véran aus dem 11. Jahrhundert zeichnet sich der Ort vor allem als ehemaliger Wohnsitz des italienischen Dichters Petrarca aus, der hier in einer Art selbstgewählten Exils einen großen Teil seiner Gedichte verfasst haben soll. Das heute noch existierende Gebäude ist nun ein Museum und zieht – zusammen mit der von Petrarca eindrucksvoll beschriebenen Quellgrotte – alljährlich zahlreiche Besucher an. Da Vaucluse bis Anfang des 18. Jahrhunderts Zentrum der regionalen Papierindustrie war, wurde 1974 die letzte erhaltene Papiermühle am Ufer der Sorgue in ein viel besuchtes Museum und Zentrum für Handwerk und Kunst umgebaut.

### Kirche

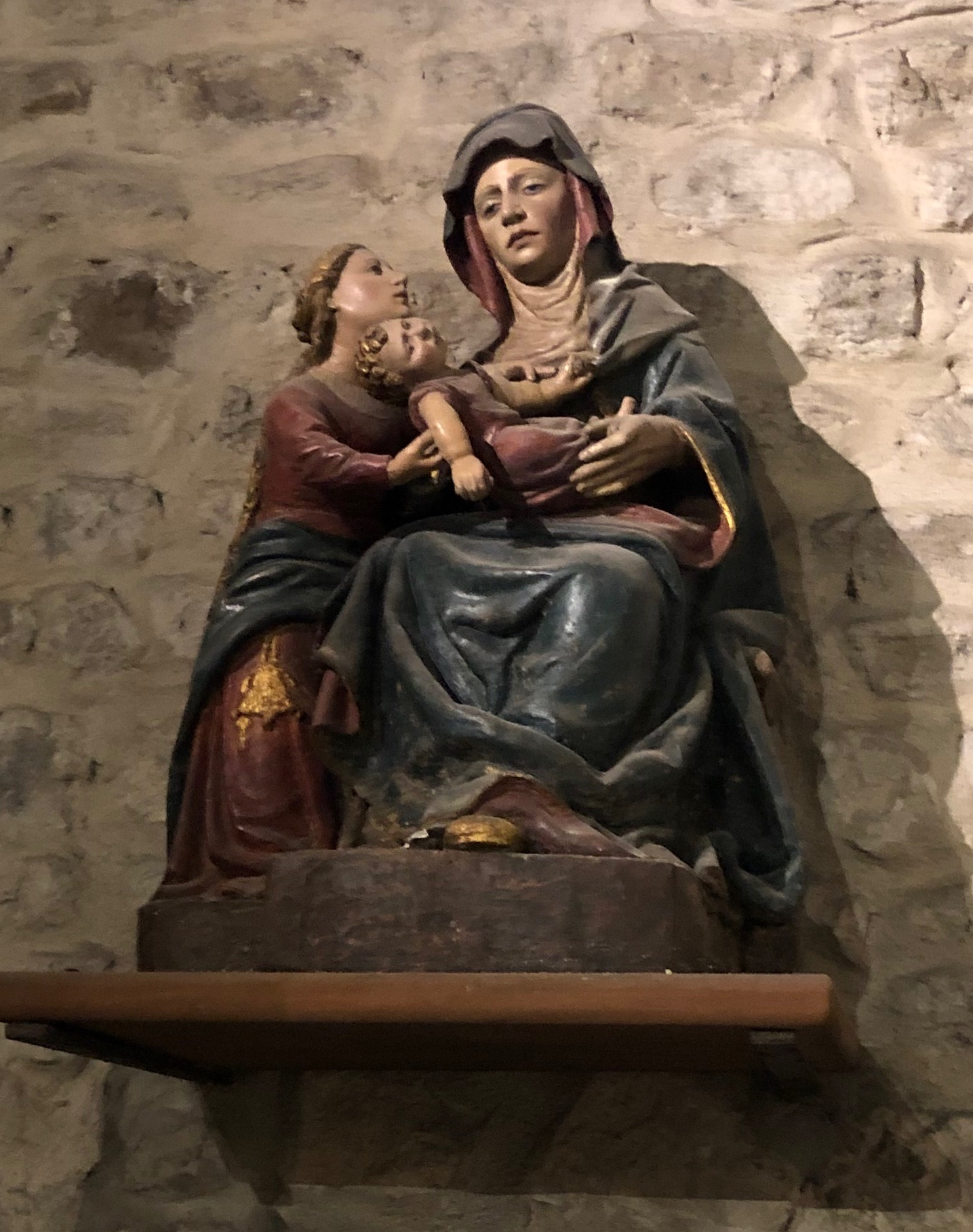
Anna selbdritt aus dem 15. Jahrhundert

Die Kirche Saint-Véran wurde im 11. Jahrhundert an der Stelle eines alten Wasserheiligtums und eines karolingischen Gebäudes mit dem Grab des heiligen Véran errichtet. Einige Elemente fanden Wiederverwendung wie etwa die Fragmente des Chores aus dem 8. Jahrhundert und ein Altar, der im 6. Jahrhundert in eine Grabplatte aus dem 1. Jahrhundert geschnitzt wurde, sowie der Sarkophag des heiligen Véran aus dem 6. Jahrhundert. Die Kirche verfügt über ein Querschiff, ein eher seltenes Merkmal in der Provence. Der Taufstein stammt aus dem 12. Jahrhundert. Über dem Eingang befindet sich die Kopie eines Gemäldes von Nicolas Mignard, auf dem der heilige Véran beim Bezwingen eines Ungeheuers dargestellt ist. Aus dem 15. Jahrhundert stammt eine Anna-selbdritt-Darstellung, polychromiert aus Holz. Das Altarbild mit der Kreuzabnahme wurde 1654 von der confrérie des papetiers gestiftet. Auf dem Kirchplatz, am Ende der Brücke, wurde 1804 eine Gedenksäule zu Ehren von Petrarca errichtet.

### Museen
Musée-Bibliothèque François-Pétrarque

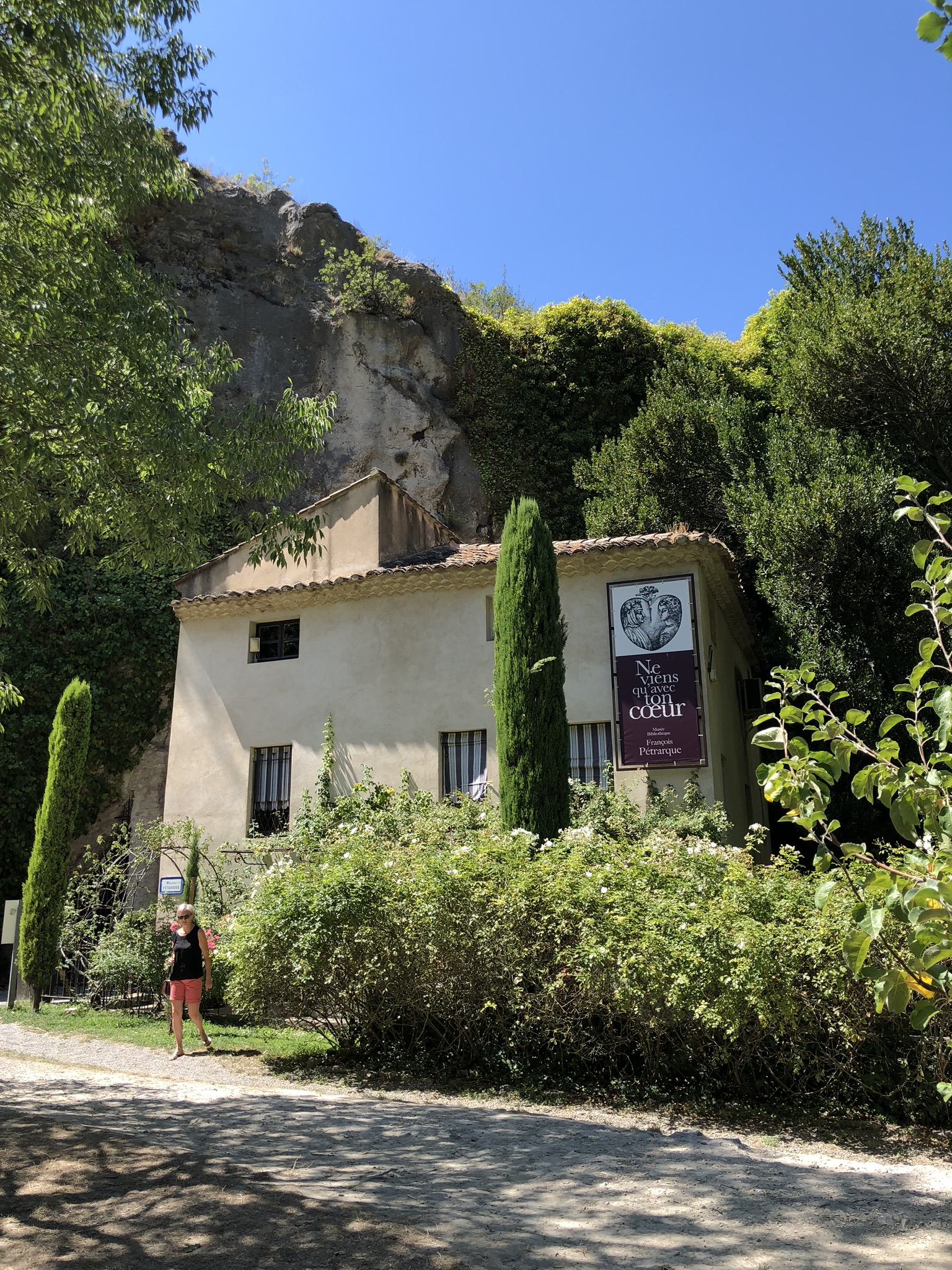
Petrarca-Haus

Das Petrarca-Museum wurde 1927 gegründet und knüpft an die petrarkistische Tradition und das Interesse für italienische Studien an, welche durch die romantische Ästhetik wieder in den Vordergrund gerückt wurden. Es umfasst Zeichnungen und Drucke von Petrarca, Laura, Avignon und der Sorgue-Quelle sowie eine Sammlung alter Ausgaben von Petrarca und französischer und italienischer Petrarkisten, welche durch eine Fachbibliothek ergänzt wird. Eine kleine Sammlung moderner Kunst zeigt Werke berühmter Künstler wie Georges Braque, Alberto Giacometti, Joan Miró, Zao Wou-Ki und Pablo Picasso, die in Verbindung mit Gedichten und Schriften von René Char stehen.
Musée du Santon et Traditions de Provence
Im Zentrum des Dorfes zeigte das Museum eine Sammlung von 2000 Santons und mehr als 50 Krippen, darunter eine Miniatur aus einer Walnussschale. Diese Werke stammten von etwa hundert Santonmachern der Region. Dieses Museum existiert heute nicht mehr.
Musée d’Histoire 1939–1945 „l’Appel de la Liberté“
Das Museum ist dem Zeitraum von 1939 bis 1945 gewidmet. Eine Sammlung von Plakaten und Objekten thematisiert das alltägliche Leben, die sich gegenüberstehenden Ideologien und die freiwillige Kollaboration. Die Résistance in Vaucluse wird in Hinblick auf ihre Organisation, ihre Netzwerke, ihre Aktionen und Veranstaltungen näher beleuchtet. Eine Abteilung umfasst geheime, zensierte oder ausländische Veröffentlichungen, militante Zeitschriften, Manuskripte von René Char, François Mauriac oder Max Jacob sowie Originalwerke von Henri Matisse, Joan Miró und Pablo Picasso. Das Museum beherbergt auch ein Dokumentations- und Forschungszentrum, das den beiden Weltkriegen und dem Krieg von 1870 sowie der literarischen und künstlerischen Tätigkeit dieser Zeiten gewidmet ist.
Le Monde Souterrain de Norbert Casteret
Das Museum ist nach Norbert Casteret, einem Pionier der modernen Höhlenforschung benannt. Neben einer Ausstellung über Höhlenausrüstung, umfasst es die Nachbildung verschiedener Höhlen und Grotten und eine umfangreiche Sammlung an kristallinen Gesteinen, die Norbert Casteret selbst gesammelt hat.

### Sorgue-Quelle

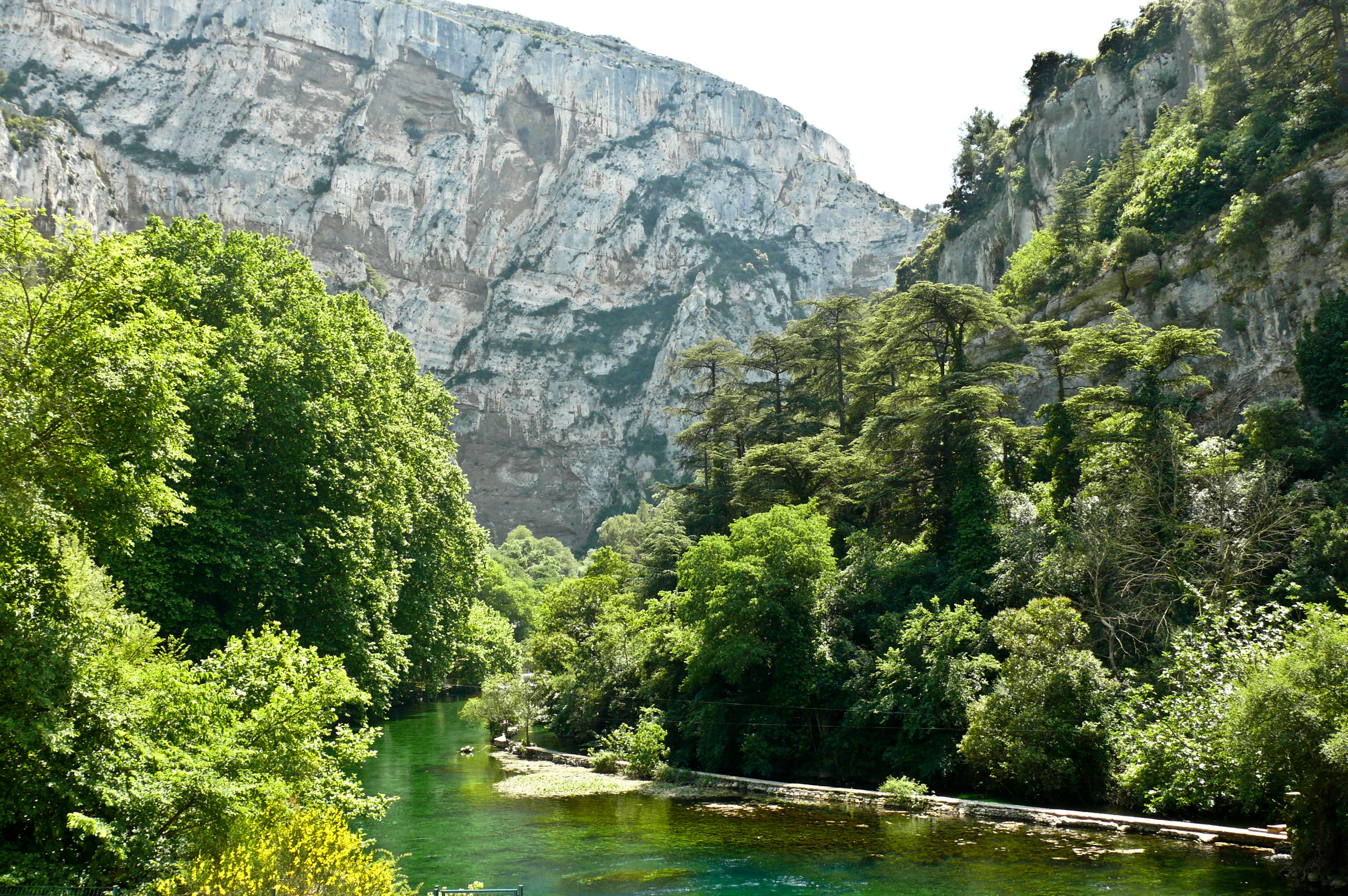
Felswand an der Sorgue

Die Hauptsehenswürdigkeit des Ortes ist die Quelle der Sorgue am Fuße einer 230 Meter hohen Felswand, die den Fluss zur Zeit der Schneeschmelze mit bis zu 22 m³ pro Sekunde speist. Je nach Jahreszeit und Regenmenge variiert der Wasserstand sehr stark. In Trockenperioden liegt ein großer Teil des oberirdischen Beckens trocken, der Fluss tritt dann erst einige hundert Meter tiefer an die Oberfläche. Der französische Taucher und Meeresforscher Jacques-Yves Cousteau erforschte mit seinem Team in diversen Tauchgängen als erster systematisch das unterirdische Höhlen- und Quellsystem.
Der Ursprung der Quelle wurde allerdings erst 1985 mit Hilfe eines Tauchroboters endgültig geklärt: Der tiefste Punkt des Siphons liegt in 308 Meter Tiefe. Die Quellhöhle ist damit die tiefste der Erde. Sie ist der Ausfluss eines unterirdischen Beckens von 1100 km² Fläche, das die Wasser des Mont Ventoux, der Monts de Vaucluse und des Montagne de Lure aufnimmt.
Aus Sicherheitsgründen ist seit Winter 2023/24 der direkte Zugang zur Quelle nicht mehr möglich.